# 小行星6661
小行星6661（英語：6661 Ikemura）是一颗围绕太阳公转的小行星。1993年1月17日，水野義兼、古田俊正在可儿市发现了此天体。
这颗小行星的绝对星等为199.8843449020589等。